# Mixomyrophis
Mixomyrophis is een monotypisch geslacht van straalvinnige vissen uit de familie van slangalen (Ophichthidae).

## Soort
- Mixomyrophis longidorsalis Hibino, Kimura & Golani, 2014
- Mixomyrophis pusillipinna McCosker, 1985